# Tong zi dan

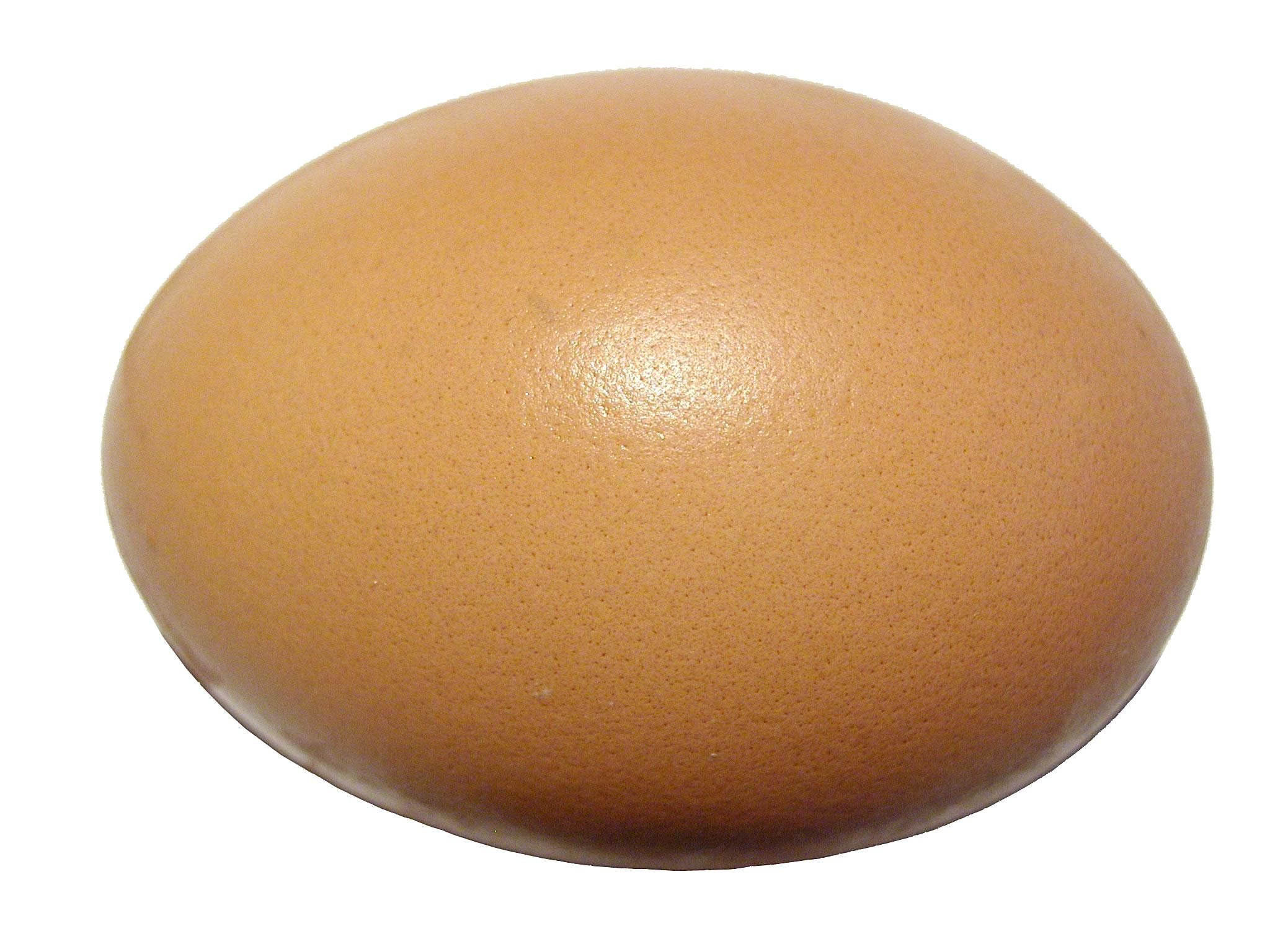
Un comune uovo che viene poi bollito nell'urina per ottenere il Tong zi dan

Le tong zi dan (鸡蛋T, 尿童子S, 煮Tóngzǐ Niào Zhǔ JīdànP, uova del ragazzo vergine) sono una prelibatezza tradizionale di Dongyang in Cina, ricavata dalla cottura di uova nell'urina raccolta da giovani ragazzi. Ogni anno, all'inizio della primavera, grazie ai ragazzi in età prepuberale, preferibilmente sotto i 10 anni, si raccoglie l'urina di questi e viene poi utilizzata per bollire le uova; ognuna di queste uova viene venduta per 1,50 yuan, circa il doppio del prezzo di un normale uovo sodo. Nel 2008, Dongyang ha riconosciuto le uova come "patrimonio culturale immateriale locale".

## Preparazione
L'urina viene raccolta dai bagni delle scuole oppure dagli stessi ragazzi che urinano direttamente in secchi di raccolta appositamente indicati. Le uova sono poi immerse e bollite nell'urina. I gusci invece sono rotti e vengono cotti a fuoco più lento come le "uova di tè". La cottura del Tong zi dan richiede tutto il giorno.

## Nella medicina tradizionale cinese
I residenti di Dongyang ritengono che grazie all'alimentazione di questo particolare tipo di cibo, "le uova diminuiscono il calore del corpo umano, promuovendo una migliore circolazione sanguigna e in generale rinvigorendo il corpo." Secondo un altro medico di medicina tradizionale cinese, "si può trattare la carenza di yin, andando a diminuire il calore interno del corpo umano, favorendo quindi la circolazione sanguigna e rimuovendo la stasi del sangue." Un altro medico afferma che l'urina "non ha alcuna proprietà benefica per la salute dell'uomo in quanto è semplicemente un prodotto di scarto", mentre un altro medico ancora ha etichettato questa tradizione come antigienica, però non si è opposto alla pratica della consumazione di queste uova, perché è oramai una pratica accettata dalla tradizione cinese.